# Panggungroyom
Panggungroyom is een bestuurslaag in het regentschap Pati van de provincie Midden-Java, Indonesië. Panggungroyom telt 4220 inwoners (volkstelling 2010).